# All Star
All Star – singiel zespołu Smash Mouth, promujący płytę "Astro Lounge", uważany za najpopularniejszą piosenkę grupy, wydany w 1999 roku. Steven Harwell po nagraniu piosenki miał powiedzieć, że "nie nadaje się ona na singiel" i miał sprzedać ją producentom reklam.
Od razu po wydaniu singla i całej płyty Astro Lounge piosenka stała się niezwykle popularna i znalazła się na drugim miejscu Modern Rock Tracks oraz na miejscu czwartym na Billboard Hot 100.

## Kompozycja
"All Star" jest piosenką w tonacji Fis-dur i tempie 104 BPM. Według wywiadu z 2017, autor piosenki Greg Camp chciał eksplorować kilka warstw znaczeniowych w piosence, między innymi aspekt okrzyku wojennego, sportowego hymnu, afirmacji fanów i poetycznego liryzmu.

## W mediach
W filmie Superbohaterowie, "All Star" jest wykorzystane w scenie castingu na nowych członków tytułowej drużyny. Finałowa scena filmu Wyścig szczurów jest zbudowana wokół charytatywnego koncertu Smash Mouth.
Piosenka jest wielokrotnie wykorzystywana przez serię Shrek, zarówno w celach promocji serii, jak i w filmach, zwłaszcza podczas sekwencji otwierającej pierwszy film, w której przedstawiona zostaje tytułowa postać. Swoisty kult tej piosenki jest ważnym elementem intensywnej (często ironicznej) obsesji na punkcie serii i jej protagonisty, zaobserwowanej w internecie. W związku z tym, "All Star" stało się popularnym memem, który zyskał popularność w 2017, zazwyczaj skupionym na remiksach piosenki i jej teledysku.

## Skład
- Steven Harwell – wokal
- Greg Camp – wokal, keyboard, wokal wspierający
- Paul De Lisle – gitara basowa, wokal wspierający
- Kevin Coleman – perkusja
- Jacquire King – remix, mixowanie
- Eric Valentine – producent